# Elaemima brunnea
Elaemima brunnea là một loài bướm đêm trong họ Noctuidae.